# ستون گرمایی

نمونه‌ای از یک ستون گرمایی میان زمین و یک ابر کومه‌ای.

ستون گرمایی یا دَماسُتون (به انگلیسی: thermal column یا thermal) ستونی از هوای بالارونده در ارتفاعات پایین جو زمین است. این دماستون‌ها نمونه‌ای از پدیده همرفت هستند. ستون‌های گرمایی در اثر گرم شدن نامتعادل سطح زمین به‌وجود می‌آیند. خورشید زمین را گرم می‌کند که این مستقیماً باعث می‌شود هوای بالای آن هم شروع به گرم شدن کند.
هنگامی که آفتاب به زمین می‌تابد بعضی از سطوح مثل آب و علف با سرعت کمتری نسبت به خاک، سنگ و شن گرم می‌شوند. این اختلاف دما باعث می‌شود تا هوای سرد به هوای گرم فشار آورده و آن را به طرف بالا براند و ستون‌های گرمایی پدید آورد.
ستون‌های گرمایی تا جایی بالا می‌روند که مجدداً سرد شوند. اگر در یک ستون گرمایی بخار آب وجود داشته باشد، در بالاترین نقطه ستون گرمایی بخار آب موجود در آن سرد شده و به‌صورت ابر در می‌آید.